# 玉乃浦友喜
玉乃浦 友喜（たまのうら ともき、1932年10月6日 - 2016年）は、高知県安芸郡出身で二所ノ関部屋に所属した元大相撲力士。本名は林 友喜（はやし ともき）。173cm、80kg。最高位は東十両7枚目。得意技は右四つ、寄り。

## 経歴
1932年10月6日に誕生（1929年生まれの説もある）。父は大の相撲好きであり、地元の浜相撲などで横綱を名乗るほど強かった。自身はスポーツ万能で、100mを11秒台で走る俊足であり、水泳も得意であった。戦後、港の冷凍倉庫会社で働きながら相撲選手として活躍。職場対抗県大会の個人戦を連覇し、1953年の国体で団体、個人とも3位に入った。
1954年1月場所に初土俵。幕下優勝から2場所後の1958年9月場所に十両昇進。
新十両の場所で10勝5敗と二桁勝利を挙げると、翌11月場所も10勝5敗と2場所連続で二桁勝利を挙げた。
1959年1月場所は自己最高位となる東十両7枚目まで番付を上げ、「十両には慣れた。こわいものはない」と玉乃浦も自信を持って臨んだが、4勝10敗1分けの負け越しに終わった。
名高い「二所の荒稽古」の中でも、玉乃浦は「稽古の虫」と呼ばれた。取組が始まると故郷では、皆がラジオにかじり付き、当時まだ数少ないテレビの前に集まった。
1960年5月場所で幕下に陥落。再起を図ったがけがで稽古もままならず、1960年9月場所で27歳で廃業した。
廃業後、近畿大学のコーチを務めた。晩年一人で甲浦に帰って2番目の姉と暮らし、その姉の死後ほどなく2016年に死去。

## 取り口
立合い激しく当たってからの突っ張り、押しに始まり、前まわしを取れば食い下がりや出し投げがあり、その他にも足技、捻りと技が豊富であった。技が豊富であったが、技巧派よりも野性的な面を持つ業師だった。相手の肩口を両腕で固め自分の後ろにねじり倒す奇手、網打ちの使い手で、十両の土俵で4度決めた。自分より50㎏ほど重い相手を仕留めたこともある。しかし大きい相手にがっぷり四つで胸を合わされると技を繰り出せず、抵抗ができないという弱点があった。

## 主な成績
- 通算成績：189勝128敗8休2分  勝率.596
- 十両成績：73勝76敗1分  勝率.490
- 現役在位：33場所
- 十両在位：10場所
- 各段優勝
- 幕下優勝：1回（1958年5月場所）
- 序二段優勝：1回（1954年3月場所）

### 場所別成績
| | 一月場所 初場所（東京） | 三月場所 春場所（大阪） | 五月場所 夏場所（東京） | 七月場所 名古屋場所（愛知） | 九月場所 秋場所（東京） | 十一月場所 九州場所（福岡） |
| --- | ----------------------- | ----------------------- | ----------------------- | --------------------------- | ----------------------- | --------------------------- |
| 1954年 （昭和29年） | 新序 3–0                | 東序二段40枚目 優勝 8–0 | 東三段目56枚目 7–1      | x                           | 西三段目26枚目 7–1      | x                           |
| 1955年 （昭和30年） | 東三段目筆頭 休場 0–0–8 | x                       | 西序二段 7–1            | x                           | 西三段目63枚目 6–2      | x                           |
| 1956年 （昭和31年） | 西三段目35枚目 7–1      | 西三段目3枚目 7–1       | 東幕下57枚目 6–2        | x                           | 東幕下47枚目 6–2        | x                           |
| 1957年 （昭和32年） | 西幕下31枚目 6–2        | 西幕下15枚目 3–5        | 東幕下20枚目 5–3        | x                           | 西幕下13枚目 7–1        | 西幕下筆頭 3–5              |
| 1958年 （昭和33年） | 東幕下5枚目 3–4 引分1   | 西幕下9枚目 4–4         | 西幕下9枚目 優勝 7–1    | 東幕下筆頭 6–2              | 西十両22枚目 10–5       | 西十両17枚目 10–5           |
| 1959年 （昭和34年） | 東十両7枚目 4–10 引分1  | 西十両12枚目 8–7        | 東十両8枚目 6–9         | 東十両11枚目 7–8            | 西十両12枚目 8–7        | 東十両11枚目 6–9            |
| 1960年 （昭和35年） | 西十両16枚目 8–7        | 東十両15枚目 6–9        | 東幕下筆頭 3–5          | 西幕下7枚目 2–5             | 西幕下15枚目 引退 3–4–0 | x                           |
| 各欄の数字は、「勝ち-負け-休場」を示す。 優勝 引退 休場 十両 幕下 三賞：敢=敢闘賞、殊=殊勲賞、技=技能賞 その他：★=金星 番付階級：幕内 - 十両 - 幕下 - 三段目 - 序二段 - 序ノ口 幕内序列：横綱 - 大関 - 関脇 - 小結 - 前頭（「#数字」は各位内の序列） |                         |                         |                         |                             |                         |                             |

## 改名歴
- 林 友喜（はやし ともき）1954年1月場所 - 1957年3月場所
- 玉乃浦 友喜（たまのうら ともき）1957年5月場所 - 1960年9月場所